# Pallacanestro ai IV Giochi del Mediterraneo
Il torneo di pallacanestro ai IV Giochi del Mediterraneo si è svolto nel 1963 a Napoli.

## Podio
| - | Paese      | Formazione |
| - | ---------- | --- |
|   | Italia     | Italia4 Zuccheri, 5 Pellanera, 6 Lombardi, 7 Masini, 8 Velluti, 9 Vittori, 10 Bertini, 11 Gatti, 12 Barlucchi, 13 Bufalini, 14 Rossi, 15 Cosmelli, All. Nello Paratore |
|   | Spagna     | SpagnaAuladell, Buscató, Codina, González, Lluís, Martínez, Martínez Arroyo, Monsalve, Ramos, Rodríguez, Sainz, Sevillano, All. Joaquín Hernández                      |
|   | Jugoslavia | JugoslaviaBočkaj, Čermak, Cvetković, Križan, Lalić, Marcelić, Z. Marković, Petričević, Potočnik, Radović, Troskot, Vićentić, All. -                                    |